# Африйе, Даниэль
Даниэль Африйе Барние (англ. Daniel Afriyie Barnieh; род. 26 июня 2001, Кумаси) — ганский футболист, полузащитник клуба «Цюрих». Выступал в национальной сборной Ганы.

## Карьера

### Начало карьеры
Футбольную карьеру начинал в юношеском возрасте, выступая в различных юношеских клубах, которые базировались в области Ашанти. Позже футболист выступал в клубе «Аманси», после которого продолжал футбольную картеру в акамедии Селтика в городе Кумаси и Валенсии. В 2016 году футболист перешёл в клуб «Гэлакси Юнайтед» из второго дивизиона ганского футбола. В январе 2018 года перешёл в буркинийский клуб «Рахимо», вместе с которым стал победителем чемпионата Буркина-Фасо, чем помог клубу попасть на квалификационные матчи Лиги чемпионов КАФ. Позже вернулся в Гану, где выступал за такие клубы второго дивизиона как «Тандер Болт», «Мадина Репабликанс». В декабре 2019 года проходил просмотр в «Асанте Котоко», которое по итогу провалил, так как выступал не на своей позиции.

### «Хартс оф Оук»
В январе 2020 года футболист отправился на просмотр клуб «Хартс оф Оук», с которым вскоре и подписал контракт. Дебютировал за клуб 19 января 2020 года в матче против клуба «Либерти Профешэнэлс». Дебютный гол за клуб забил 11 марта 2020 года против клуба «Грейт Олимпикс». Футболист сразу же закрепился в основной команде клуба. В сезоне 2020/2021 года вместе с клубом стал обладателем Суперкубка Ганы, Кубка Ганы и победителем Премьер-лиги. В 2022 в свой актив добавил ещё один Кубок Ганы, а также стал обладателем Кубка президента Ганы. Всего отличился за клуб 13 голами и 4 результативными передачами в 69 матчах во всех турнирах

### «Цюрих»
В январе 2023 года футболист перешёл в швейцарский «Цюрих». Контракт с футболистом был заключён до конца июня 2026 года. Первый матч сыграл за молодёжную команду клуба 4 марта 2023 года против клуба «Бюль». За основную команду клуба дебютировал 11 марта 2023 года в матче против клуба «Лугано». На протяжении сезона оставался игроком скамейки запасных, сыграв за основную команду лишь 2 матча, в которых выходил на поле в концовке основного времени. Сам чемпионат вместе с клубом закончил на восьмом итоговом месте.
Новый сезон футболист начал с матча 23 июля 2023 года против клуба «Ивердон-Спорт», выйдя на поле в стартовом составе. Дебютными голами за клуб отличился 5 августа 2023 года в матче против «Лугано», записав на свой счёт дубль.

## Международная карьера

### Молодёжные сборные
В декабре 2019 года футболист получил вызов в молодёжную сборную Ганы до 23 лет, однако по итогу не попал в финальную заявку на участие в Кубка африканских наций до 23 лет. В августе 2020 года он был включен в предварительный состав сборной Ганы до 20 лет на турнир зоны B Кубка ВАФУ, который также служил отборочным к молодёжному Кубку африканских наций до 20 лет. Футболист успешно прошёл квалификации, победив в финале молодёжную сборную Буркина-Фасо, где футболист забил финальный гол в ворота буркинийцев.
В феврале 2021 года футболист вместе с клубом отправился на молодёжный Кубка африканских наций. В финале турнира 6 марта 2021 года против сборной Уганды футболист завоевал своей сборной золота турнира, отличившись дублем, забив по голу в кадом тайме. Футболист получил награду лучшего игрока матча.

### Национальная сборная
В августе 2021 года получил вызов на сборы в сборную Ганы А в преддверии квалификаций чемпионата африканских наций и Кубка наций ВАФУ. Через неделю получил вызов национальную сборную Ганы. Дебютировал за сборную лишь через год 10 июня 2022 года в товарищеском матче против Японии. Дебютный гол за сборную забил в рамках квалификации на чемпионат африканских наций 24 июля 2022 года против сборной Бенина. Футболист забил по голу в 3 из 4 матчей квалификации и помог сборной квалифицироваться в основной этап турнира.
В декабре 2022 года попал в заявку сборной на чемпионат мира. Сам футболист на чемпионате так и не дебютировал, а сборная заняла последнее место в группе, тем самым покинула турнир.
В январе 2023 года вместе со сборной отправился на чемпионат африканских наций. Первый матч сыграл 15 января 2023 года против сборной Мадагаскара. В следующем матче 19 января 2023 года против сборной Судана футболист отличился забитым голом. Благодаря победе во втором матче группового этапа футболист вместе со сборной вышел в полуфинал турнира.

## Достижения
Клубные
«Рахимо»
- Чемпион Буркина-Фасо: 2018/19

«Хартс оф Оук»
- Чемпион Ганы: 2020/21
- Обладатель Кубка Ганы (2): 2021, 2022
- Обладатель Суперкубка Ганы: 2021
- Обладатель Кубка президента Ганы: 2022

Сборная
Гана (до 20)
- Обладатель Кубка ВАФУ: 2020
- Обладатель Кубка африканских наций: 2021

Индивидуальные
- Ассоциация спортивных писателей Ганы: Лучший футболист года на родине 2021